# عصب بكري
العصب البَكَري ويسمى أيضا العصب القحفي الرابع (رابع الأعصاب القحفية) هو عصب حركي يُغذي عضلة واحدة فقط من عضلات العين وهي العضلة المائلة العلوية، وينشأ العصب من نواة تشبه البَكَرة. (ومن هنا جائت التسمية)
يُعتبر العصب البكري عصب فريد من بين الأعصاب القحفية وذلك لعدة جوانب:
1. أنه أقل الأعصاب من حيث عدد المحاور التي يشتملها.
2. أكبر الأعصاب طولا داخل الجمجمة.
3. العصب القحفي الوحيد الذي يخرج من الجانب الظهري لجذع الدماغ .
4. يُغذي العضلة المائلة العلوية للجانب المعاكس (المقابل) لمنشئه، ويتقاطع العصب البكري في جذع الدماغ قبل توجهه إلى عضلة الجانب المقابل. وتتسبب إصابات النواة البكرية في جذع الدماغ إلى شلل في العضلة التي يغذيها (العضلة المائلة العلوية من الجانب المقابل للإصابة)، في حين أن إصابة العصب البكري ذاته (بعد خروجه من جذع الدماغ) تؤدي إلى شلل نفس العضلة على نفس جانب الإصابة.

يوجد تنادد للعصب البكري في جميع الفقاريات الفكية، ويمكن ملاحظة ملامحه الفريدة ( كخروجه الظهري لجذع الدماغ وتذيته للجهة المقابلة) في أدمغة القرش البدائية. 
يُشتق العصب البكري في البشر من الطبقة القاعدية للدماغ المتوسط في الجنين.

## التركيب

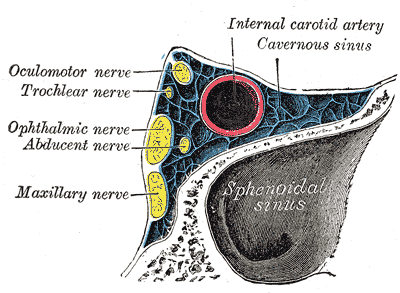
الجيب الكهفي

يخرج العصب البكري من الجانب الظهري لجذع الدماغ على المستوى الذيلي للدماغ المتوسط، أسفل الأكيمة السفلية، ويدور العصب أماميا حول جذع الدماغ ويمتد للأمام باتجاه العين في المساحات تحت العنكبوتية، ثم يمر بين الشريان المخي الخلفي والشريان المخيخي العلوي، ثم يخترق الأم الجافية أسفل الحافة الطليقة لخيمة المخيخ، قرب تقاطع الحافة الأخرى على بُعد مليمترات من الناتئ السريري الخلفي، ويتحرك على الجدار الوحشي للجيب الكهفي حيث ينضم إليه عصبان آخران متجهان نحو العين (العصب المحرك للعين، والعصب المبطن) كما ينضم إليه فرعان للعصب الثلاثي التوائم (الفرع العيني والفكي العلوي)، ليدخل أخيرا في محجر العين عبر الشق العلوي ليغذي العضلة المائلة العلوية.

### النواة
تقع نواة العصب البكري في الدماغ المتوسط أسفل المسال الدماغي، ومباشرة أسفل نواة العصب المحرك للعين.
تُعتبر النواة البكرية فريدة من نوعها حيث تتحرك محاورها في الإتجاه الظهري لتعبر الخط الوسطي قبل أن تخرج من الجهة الخلفية لجذع الدماغ، وبالتالي فإن الآفات التي تصبي النواة البكرية تؤثر على العين في الجهة الأخرى (المقابلة)، على العكس من باقي النووى القحفية.

## الوظيفة
يحمل العصب البكري ألياف عصبية صادرة جسمية عامة تُغذي العضلة المائلة العلوية.
 شاهد الفيديو

### وظيفة العضلة المائلة العلوية
لفهم أفضل لوظيفة العضلة المائلة العلوية يُمكننا أن نتخيل مقلة العين على أنها كرة مقيدة (مثل كرية التعقب أو الكرة الموجودة في فأرة الحاسب) بحيث يُمكن تحريكها في اتجاه دوراني فقط، فتكون الحركات التي تقوم بها العضلة المائلة العلوية هي 1. الدوران حول المحور الرأسي (النظر أعلى وأسفل) 2. الدوران في مستوي الوجه (تدوير للداخل والخارج).
يقع جسم العضلة المائلة العلوية خلف مقلة العين، لكن وترها (الذي يتحكم فيه العصب البكري) يصل لمقلة العين من الأمام، ليلتحم بها من الأعلى بزاوية 51 درجة عندما تكون العين في الوضع الأساسي (ناظرة إلى الأمام مباشرة)، ولذلك فإن اتجاه حركة مقلة العين تحت تأثير سحب هذا الوتر لها يكون له متجهان: متجه أمامي يسحب مقلة العين للأسفل (خفض العين) ومتجه إنسي يقوم بتدوير الجزء العلوي من مقلة العين نحو الأنف (تدوير العين للداخل).
وللتلخيص يمكننا أن نقول أن العضلة المائلة العلوية تقوم بـ (1) إنزال مقلة العين (النظر أسفل)؛ و (2) تدوير العين (خاصة عند انظر جانبا).

## الأهمية السريرية

### ازدواج الرؤية الرأسي
تسبب إصابات العصب البكري ضعف في حركة العين تجاه الأسفل مع ازداوج رأسي في الرؤية، فعند النظر إلي الأسفل تظل العين المصابة في مكانها مقارنة بالعين الطبيعية. فيرى المريض مجالين بصريين (مجال بصري من كل عين) مفصولين رأسيًا، ولتعويض ذلك فإن المريض يتعلم إمالة رأسه للأمام أثناء النظر لأسفل في محالة منه لدمج المجالين سويا في مجال واحد.

## معرض صور

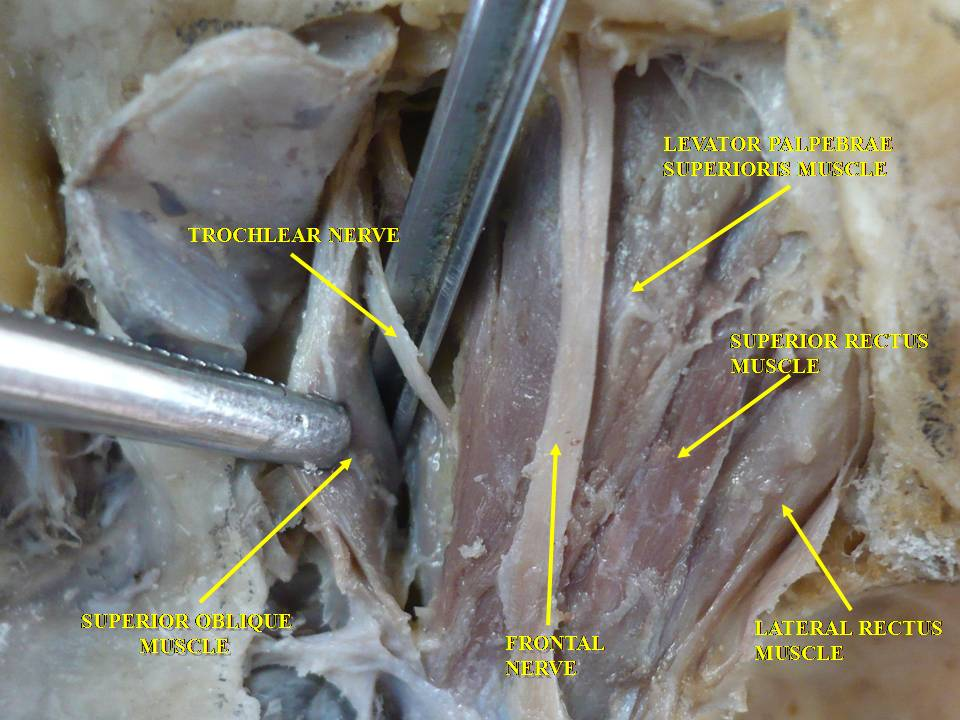
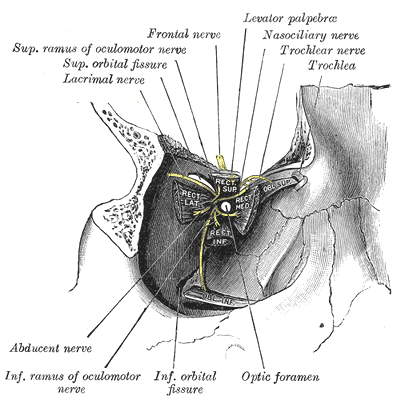
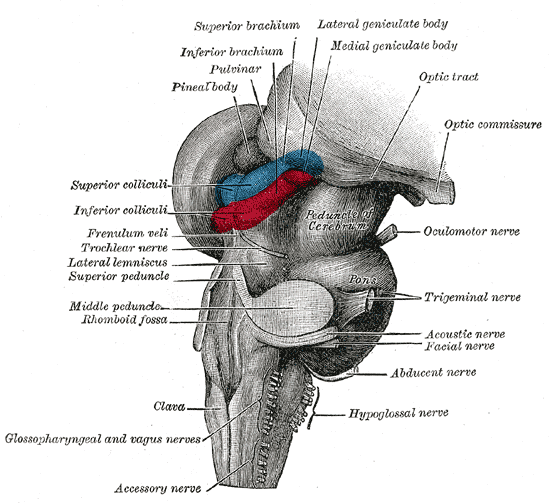
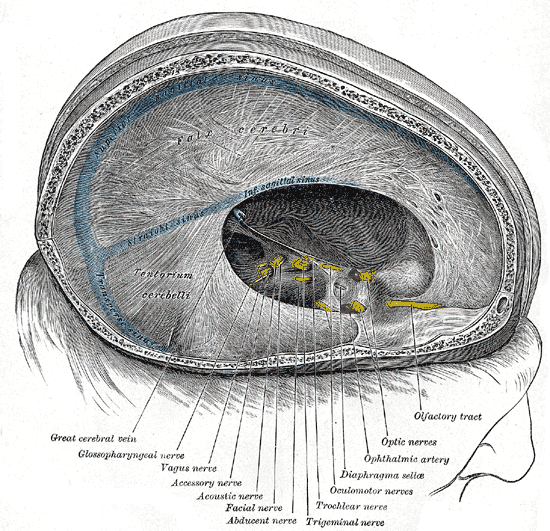
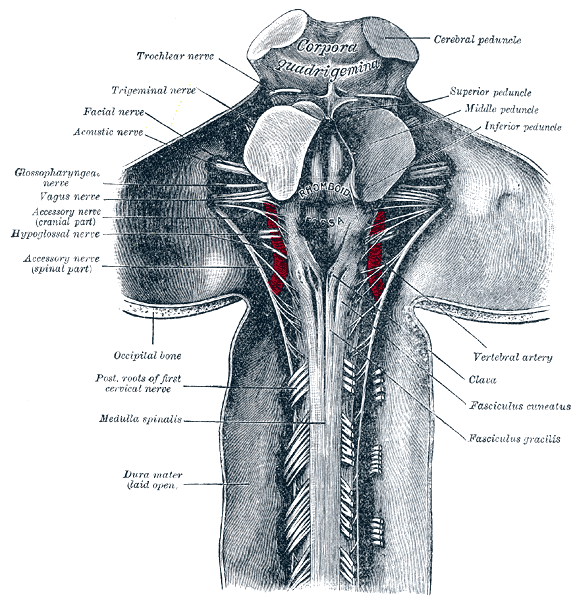